# Гортензия метельчатая
Горте́нзия мете́льчатая (лат. Hydrangea paniculata) — вид растений рода Гортензия семейства Гортензиевые.

## Синонимы
По данным Missouri Botanical Garden:
- Hydrangea kamienskii H. Lév.
- Hydrangea sachalinensis H. Lév.
- Hydrangea schindleri Engl.
- Hydrangea verticillata W.H. Gao

## Распространение и экология
Встречается в Японии, на юге Сахалина и Курильских островах — Шикотан, Кунашир, Итуруп.
Разреженные дубняки, опушки. Светолюбивый мезофит, мезотроф, ассектатор подлеска, мезотерм.

## Ботаническое описание

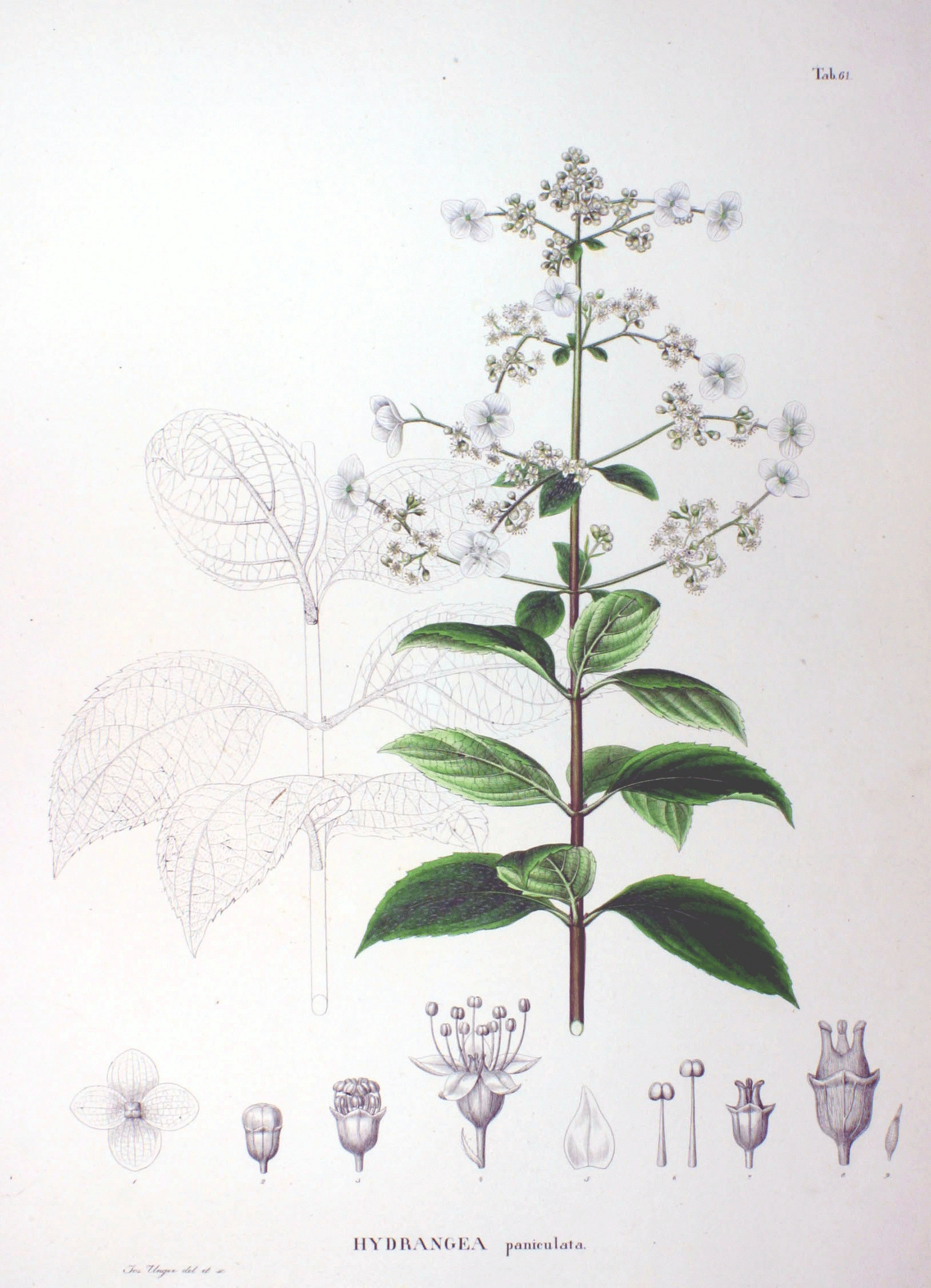
Hydrangea paniculata. Ботаническая иллюстрация из книги Flora Japonica, Sectio Prima (Tafelband). 1870 г.

Крупный кустарник или, чаще небольшое дерево, до 5 м высоты и 10 см в диаметре (в Японии достигает 10 м высоты и 15—20 см в диаметре). Кора ствола коричневато-серая, отслаивающаяся.
Корни залегают неглубоко, граница их распространения значительно превышает диаметр кроны.
Листья — эллиптические или яйцевидные до 12 см длиной.
Соцветия — широкопирамидальные густоволосистые метелки до 25 см длиной.
Плодящие цветки мелкие, с белыми, рано опадающими лепестками, бесплодные цветки значительно крупнее, до 2,5 см в диаметре, с четырьмя белыми лепестками, позднее становящимися розовыми.
Первое цветение и плодоношение наблюдаются в 4—5 лет. Цветки выделяют нектар.
Плод — коробочка, до 3 мм длиной, растрескивается на верхушке. Семена многочисленные, очень мелкие.
Цветёт с середины июня до октября.

## Значение и применение
В Японии древесина употреблялась для изготовления деревянных гвоздей, курительных трубок, тростей, ручек для зонтов. Кора идёт для изготовления особых сортов японской бумаги.

## В культуре

### Агротехника
Гортензию метельчатую высаживают в полутенистых местах, на прямом солнце цветы быстро теряют декоративность.
Отличается быстрым ростом, морозостойка до −25 °C, газоустойчива, лучше растёт на кислых и нейтральных плодородных и влажных почвах. Зола, известь, мел, доломитовая мука и прочие раскислители противопоказаны. Растения отзывчивы на внесение органических и минеральных удобрений.
При выращивании в форме куста побеги весной обрезают на три почки. Древовидная форма обрезается более щадяще. Старые кусты можно омолаживать, проводя обрезку на многолетнюю древесину или на пень. После этого декоративность куста восстанавливается на второй год.
Для формирования растения в виде дерева все побеги, кроме главного, прищипывают летом один — два раза. Позже боковые ветви вырезают в июне на «кольцо». Ежегодно в начале вегетации главный побег укорачивают до хорошо развитой почки. После того как ствол вырос до достаточного диаметра, на высоте 1—1,5 м закладывают крону. Лидирующий побег обрезают, а из нижерасположенных четырёх — пяти почек развиваются скелетные ветви.
Хорошо размножается отводками и черенками. В средней полосе России растения черенкуют с 10 по 15 июня.
В литературе встречаются упоминания о 60-летних растениях.

## Галерея

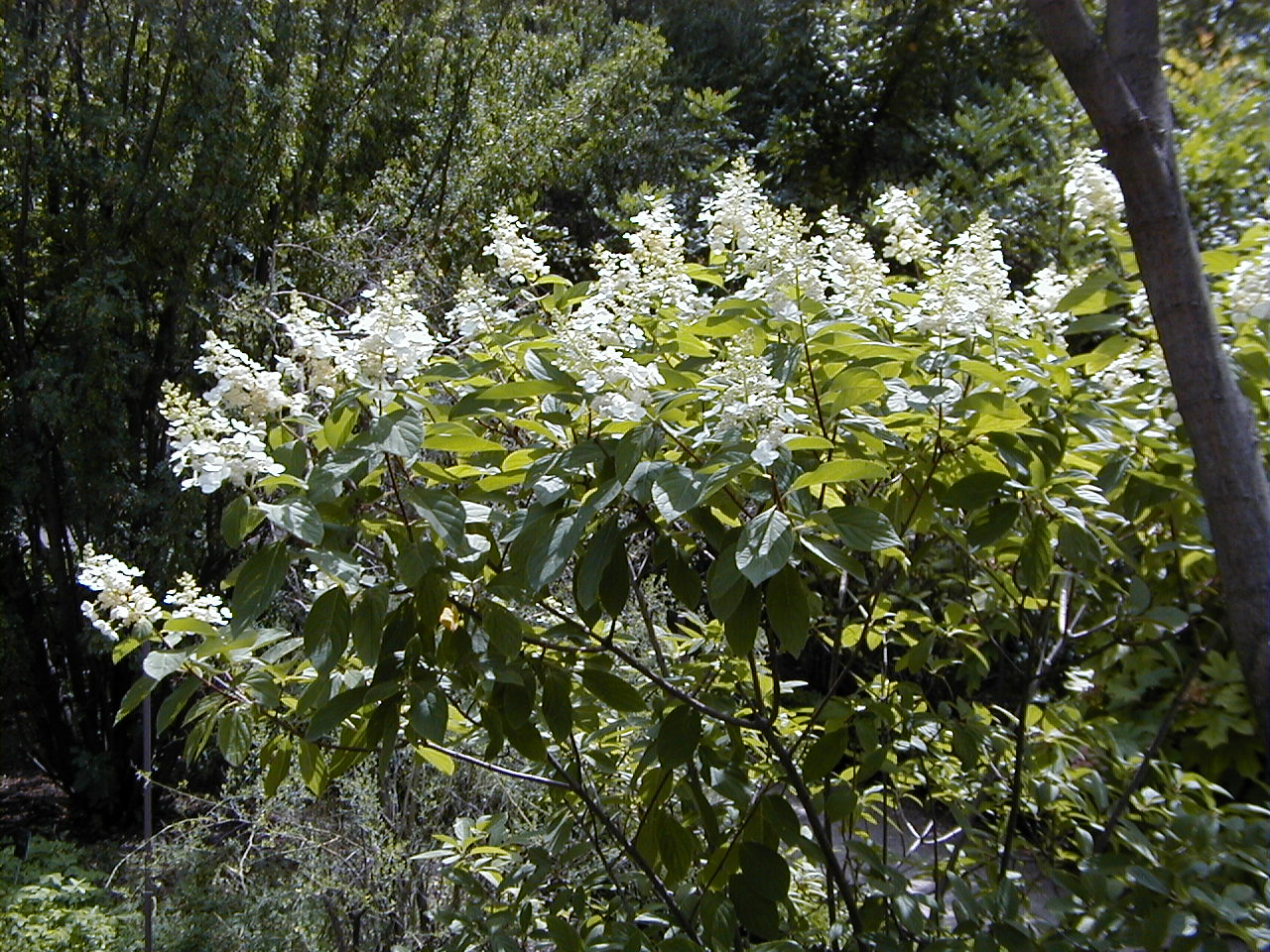
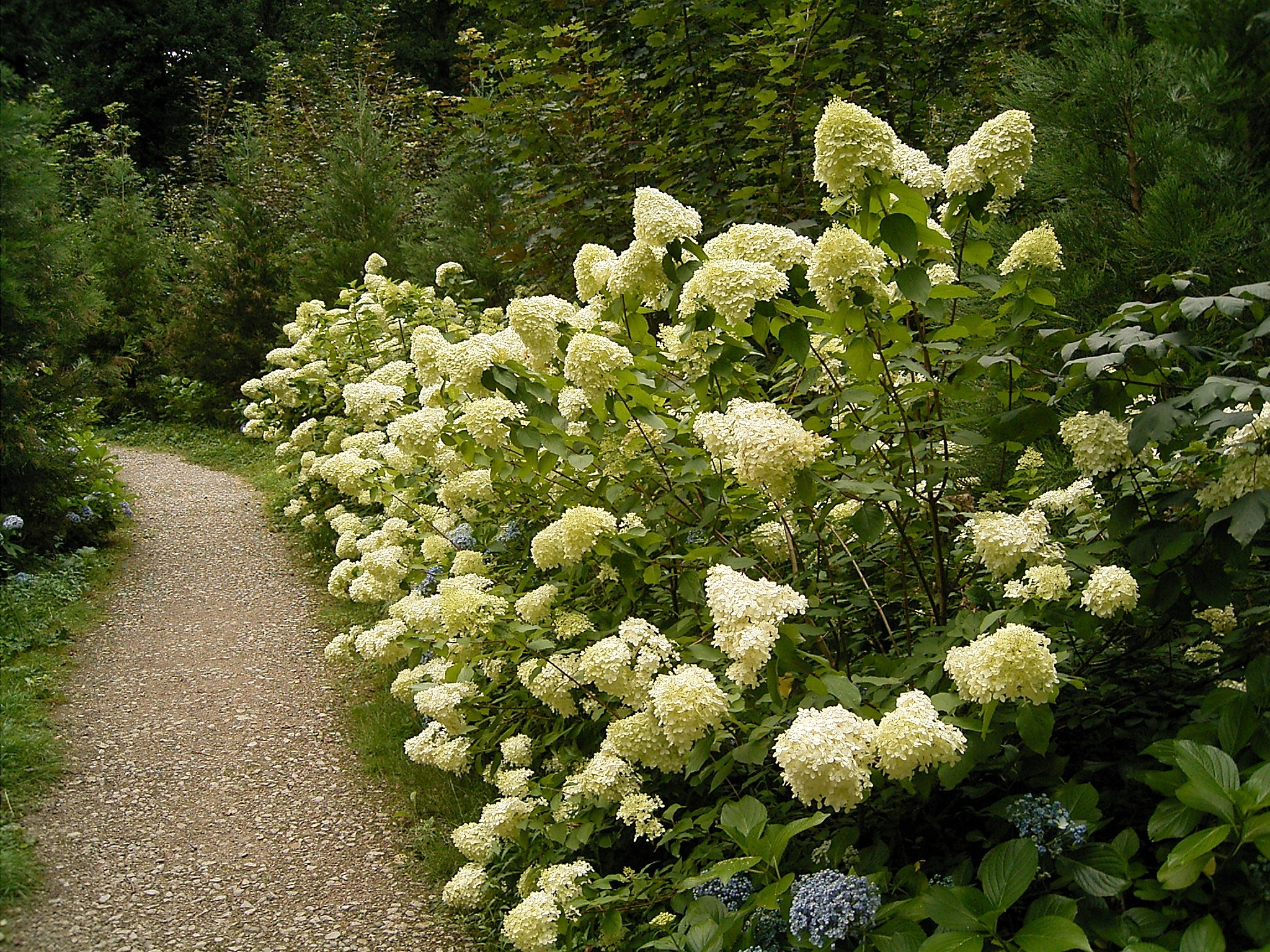
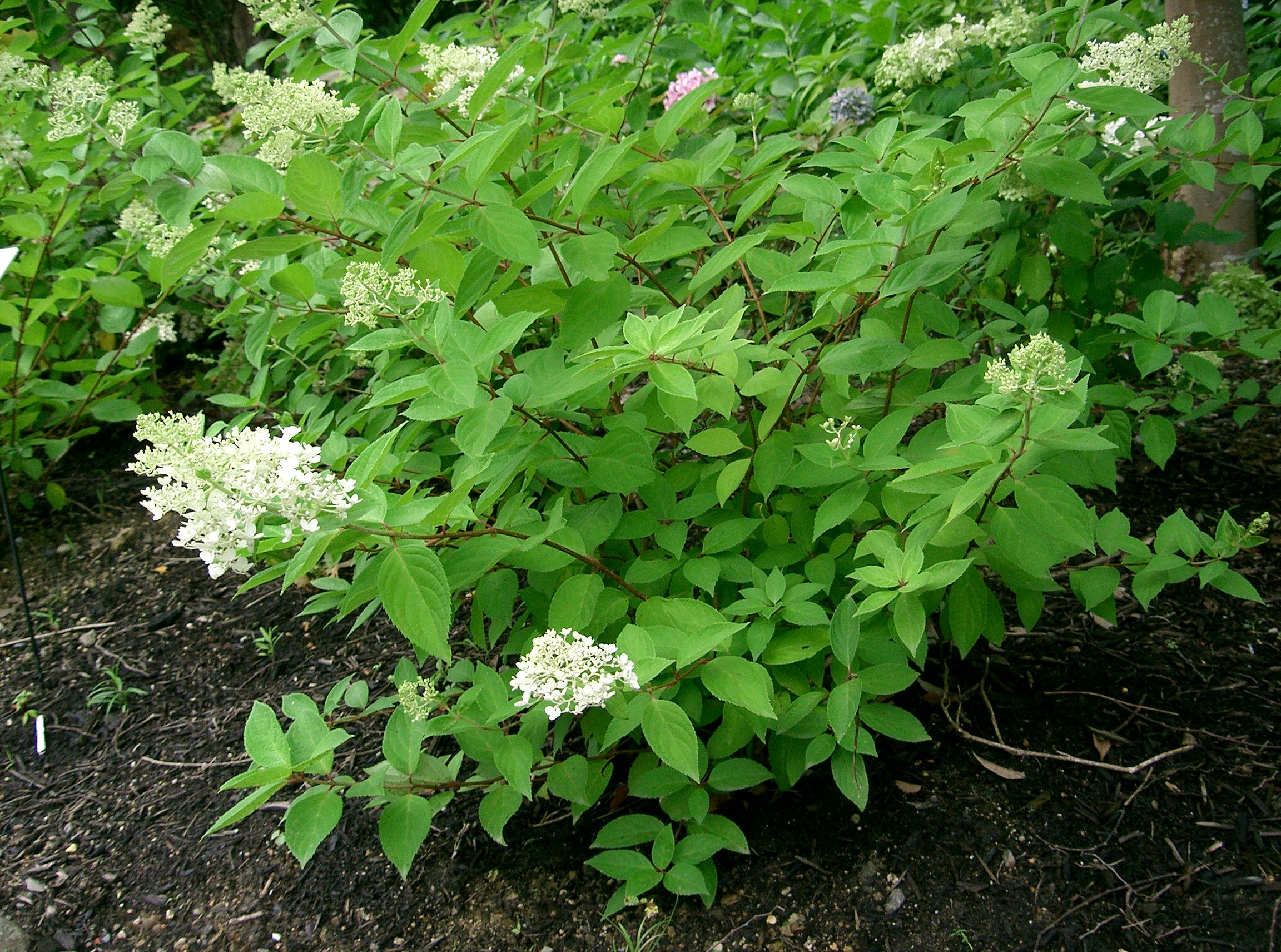
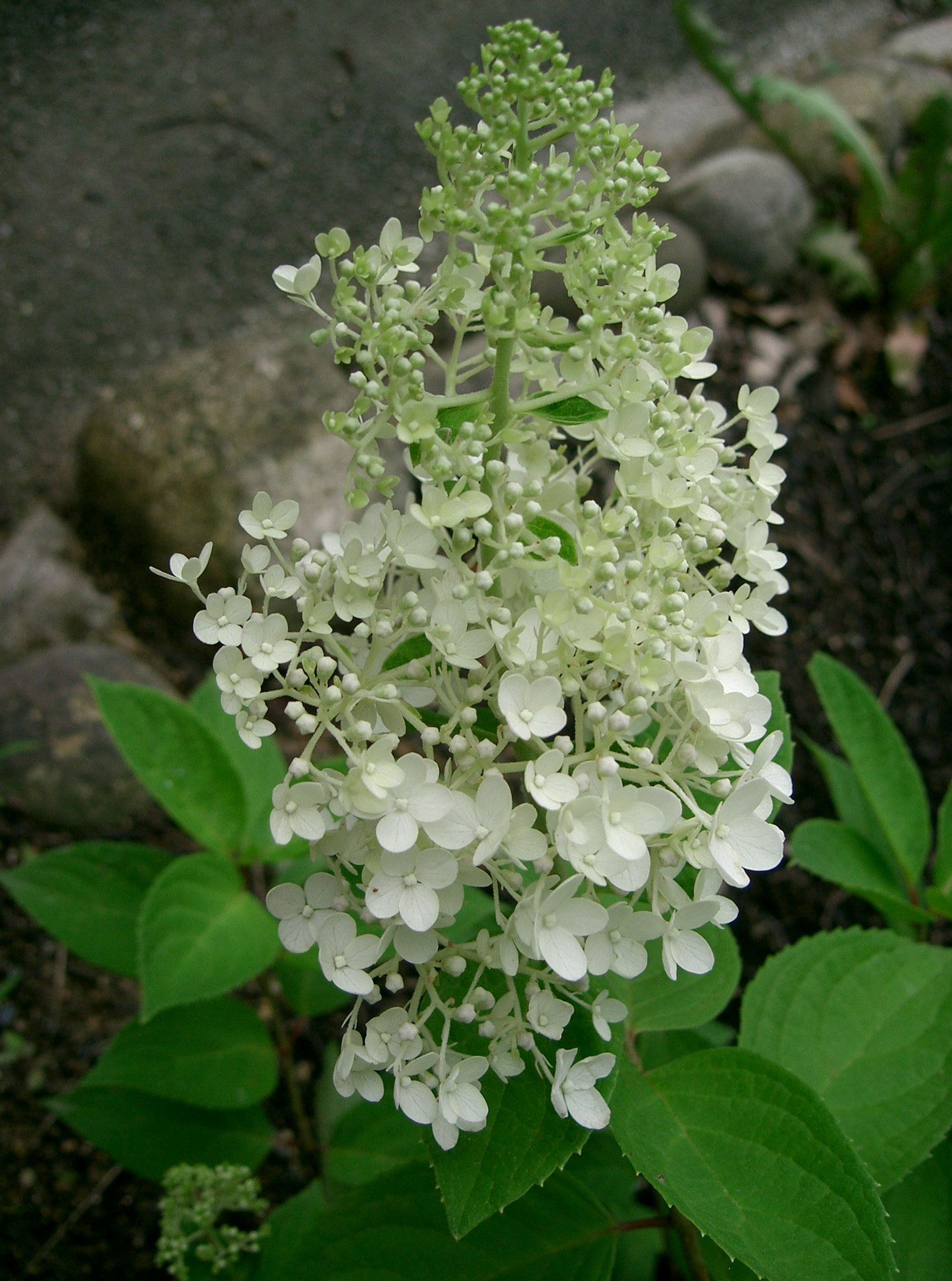
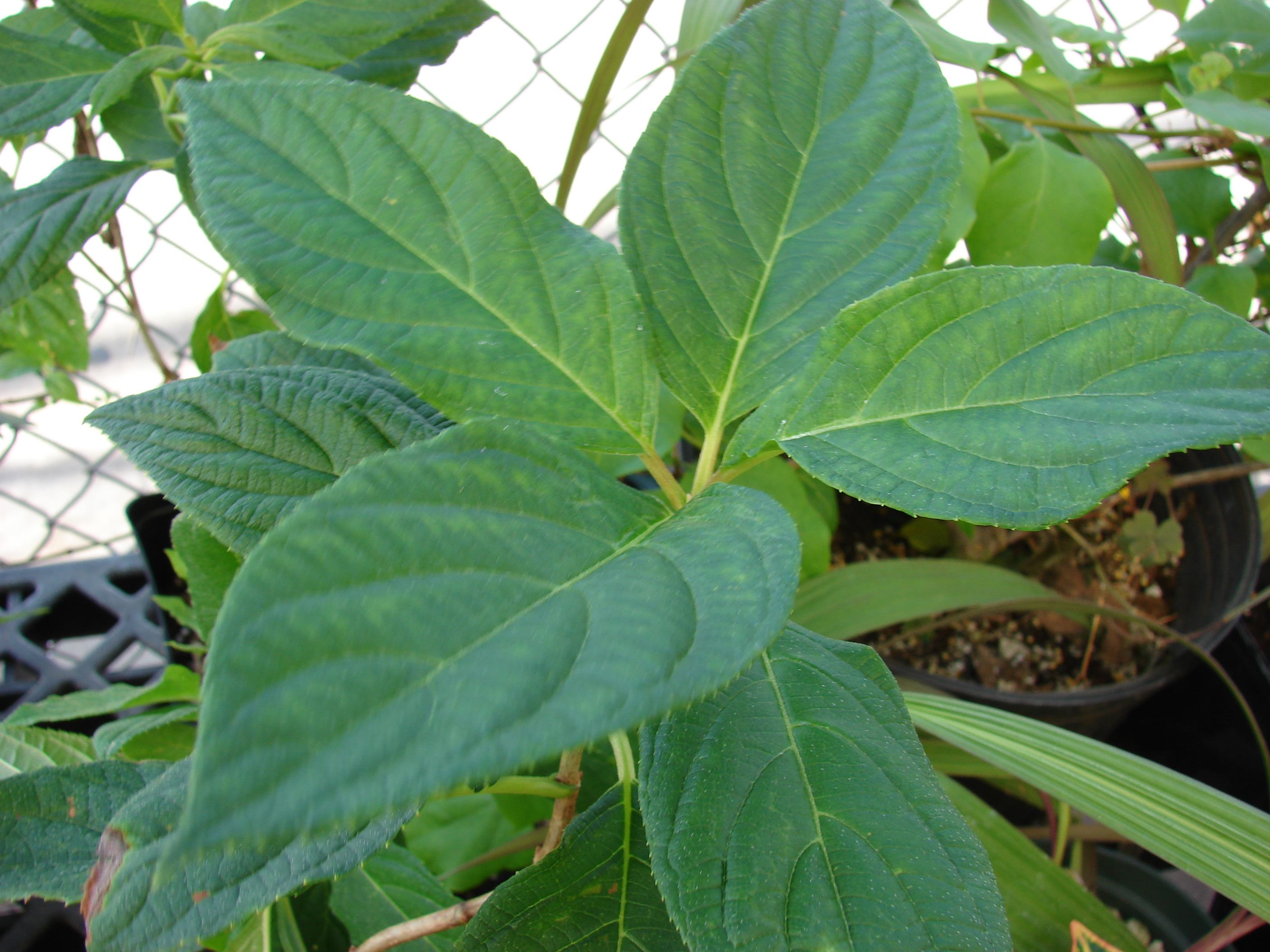
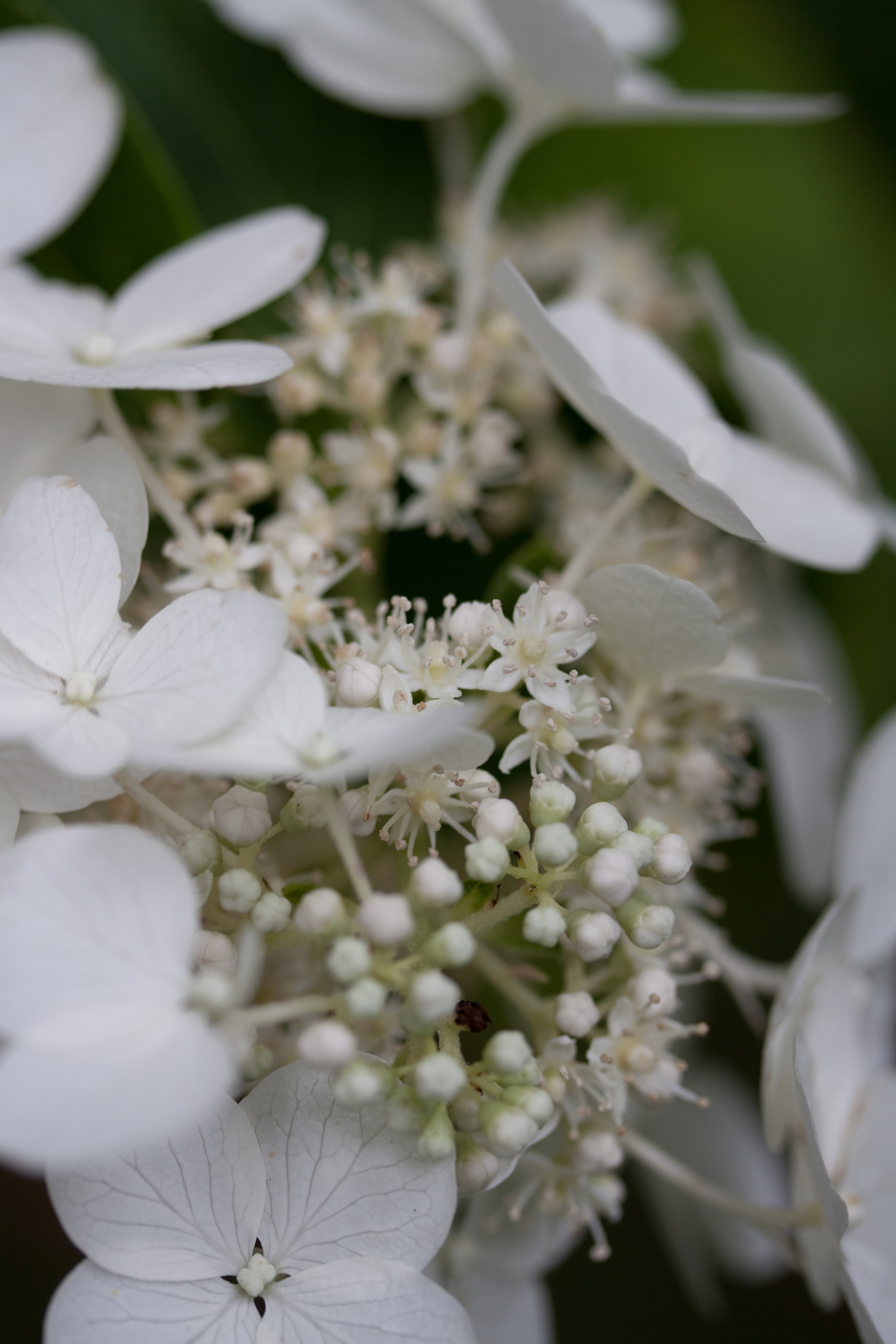
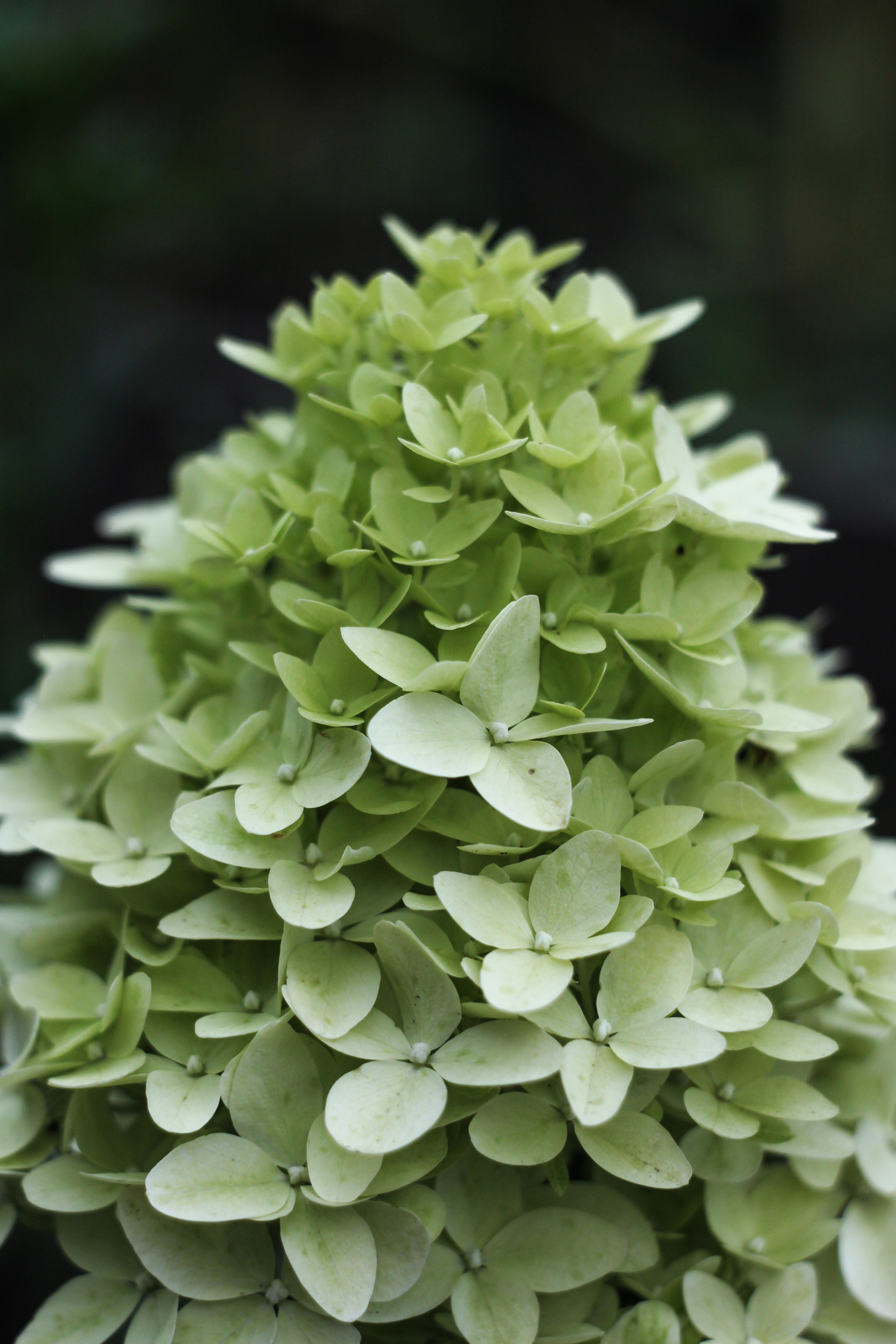
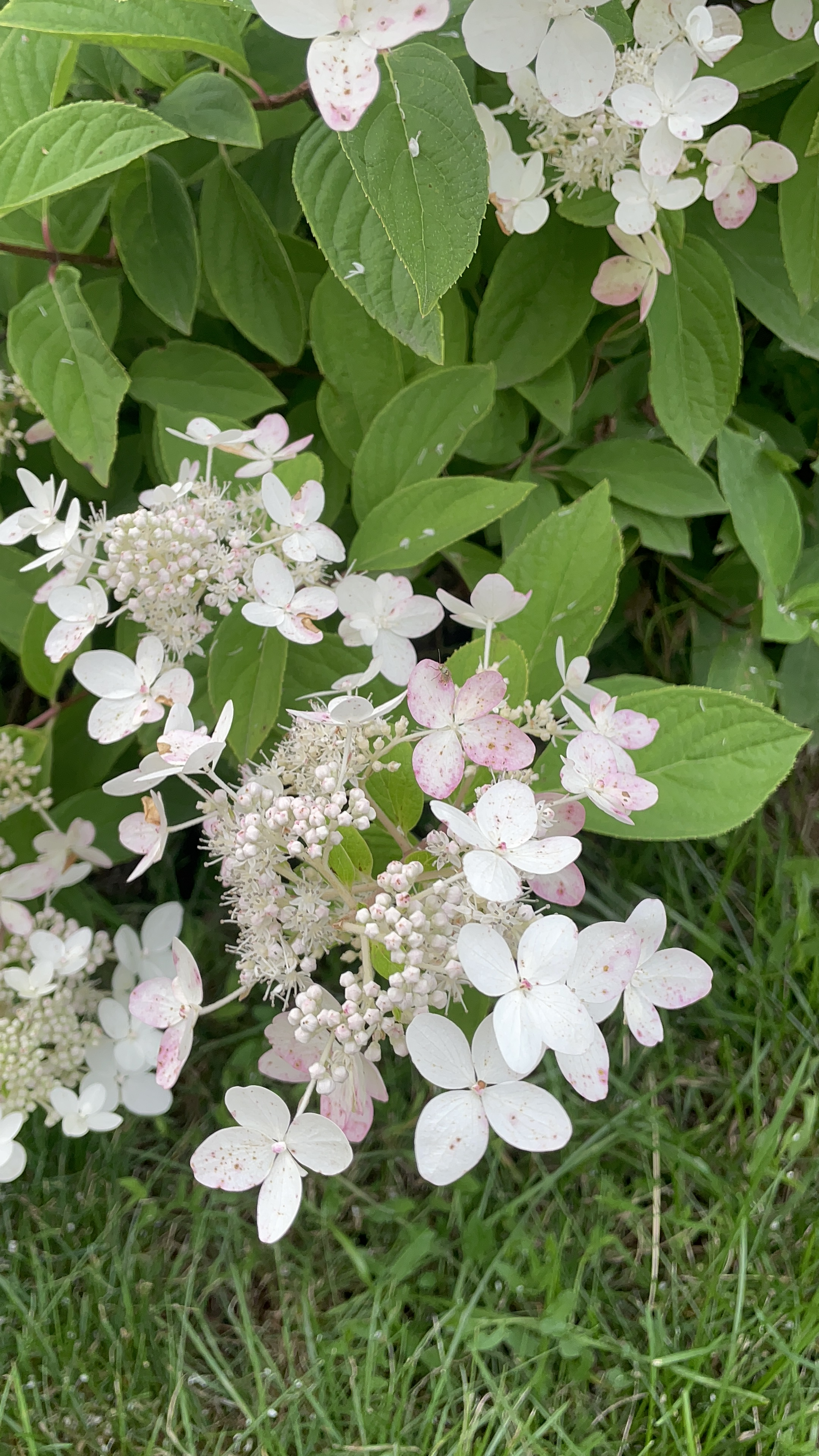

### Сорта

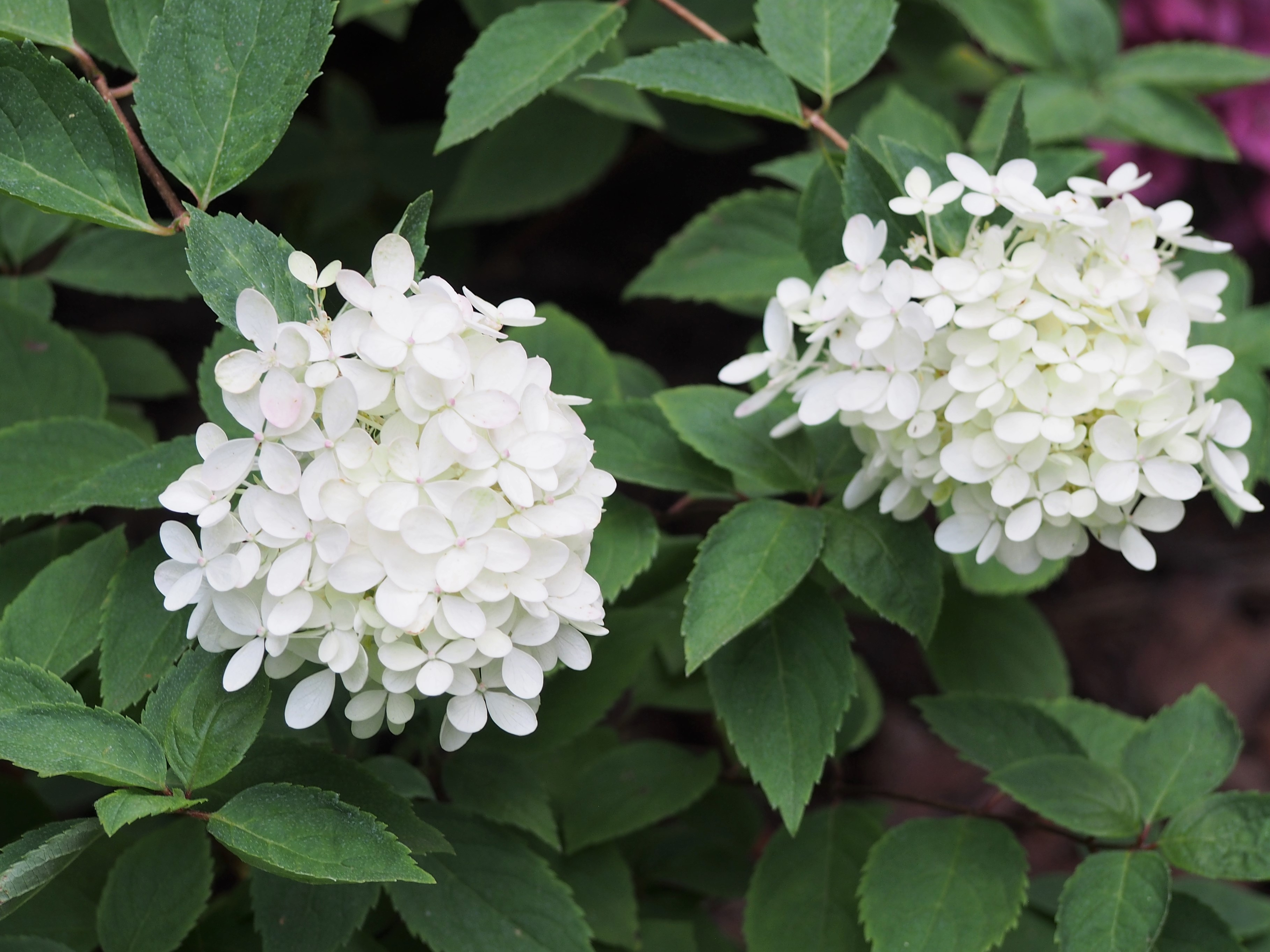
Hydrangea paniculata 'Bombshell'

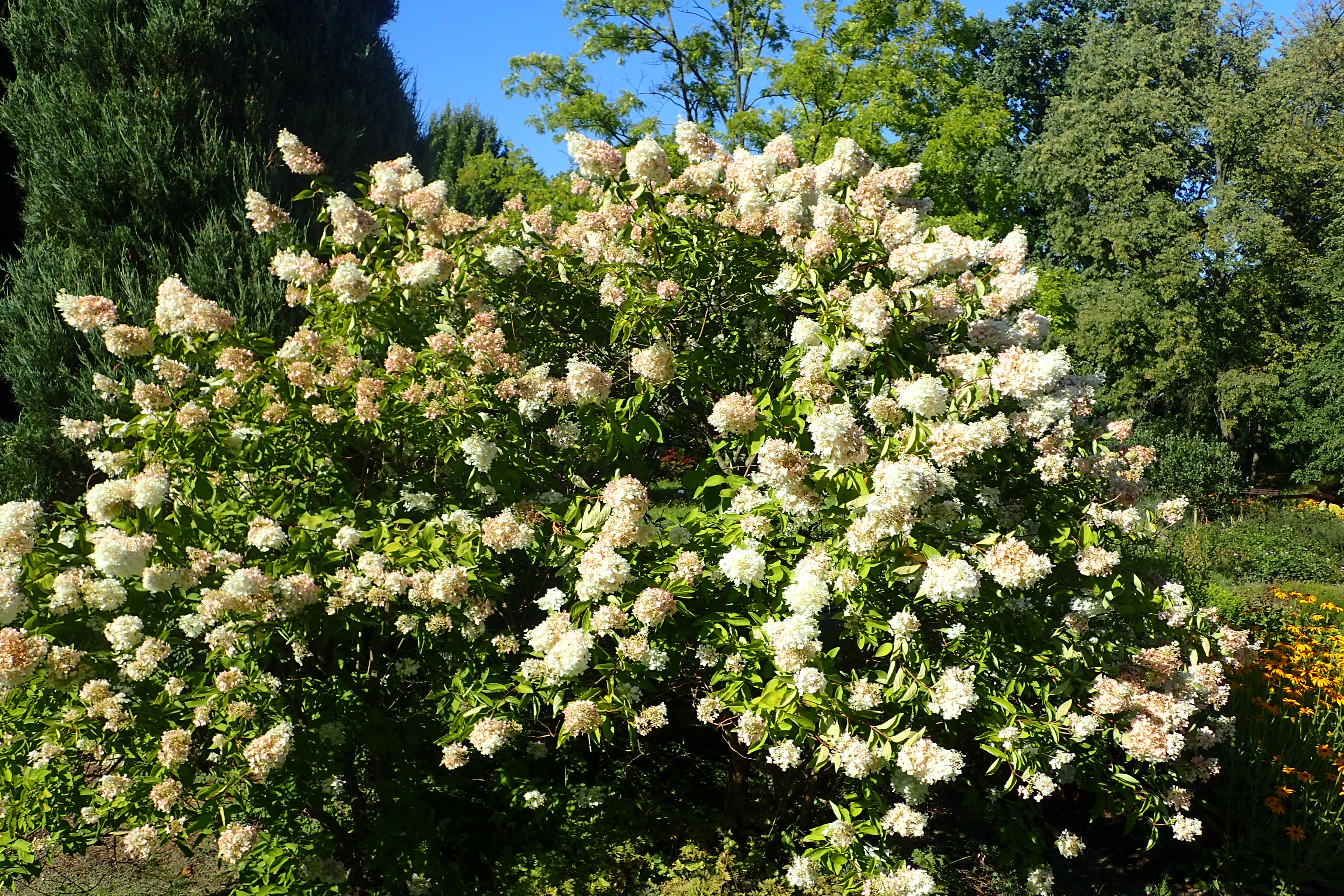
Hydrangea paniculata 'Grandiflora'

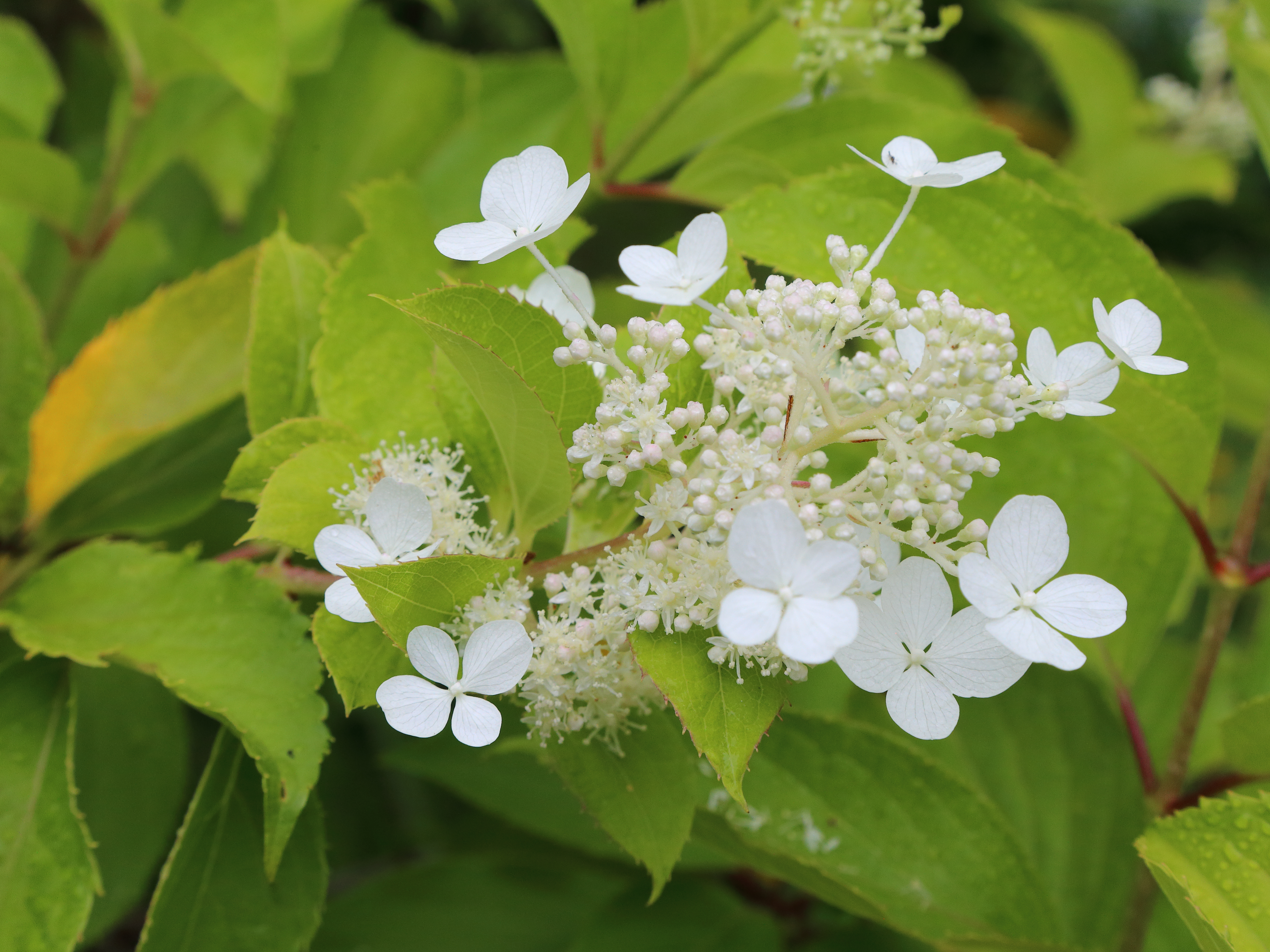
Hydrangea paniculata 'Papillon'

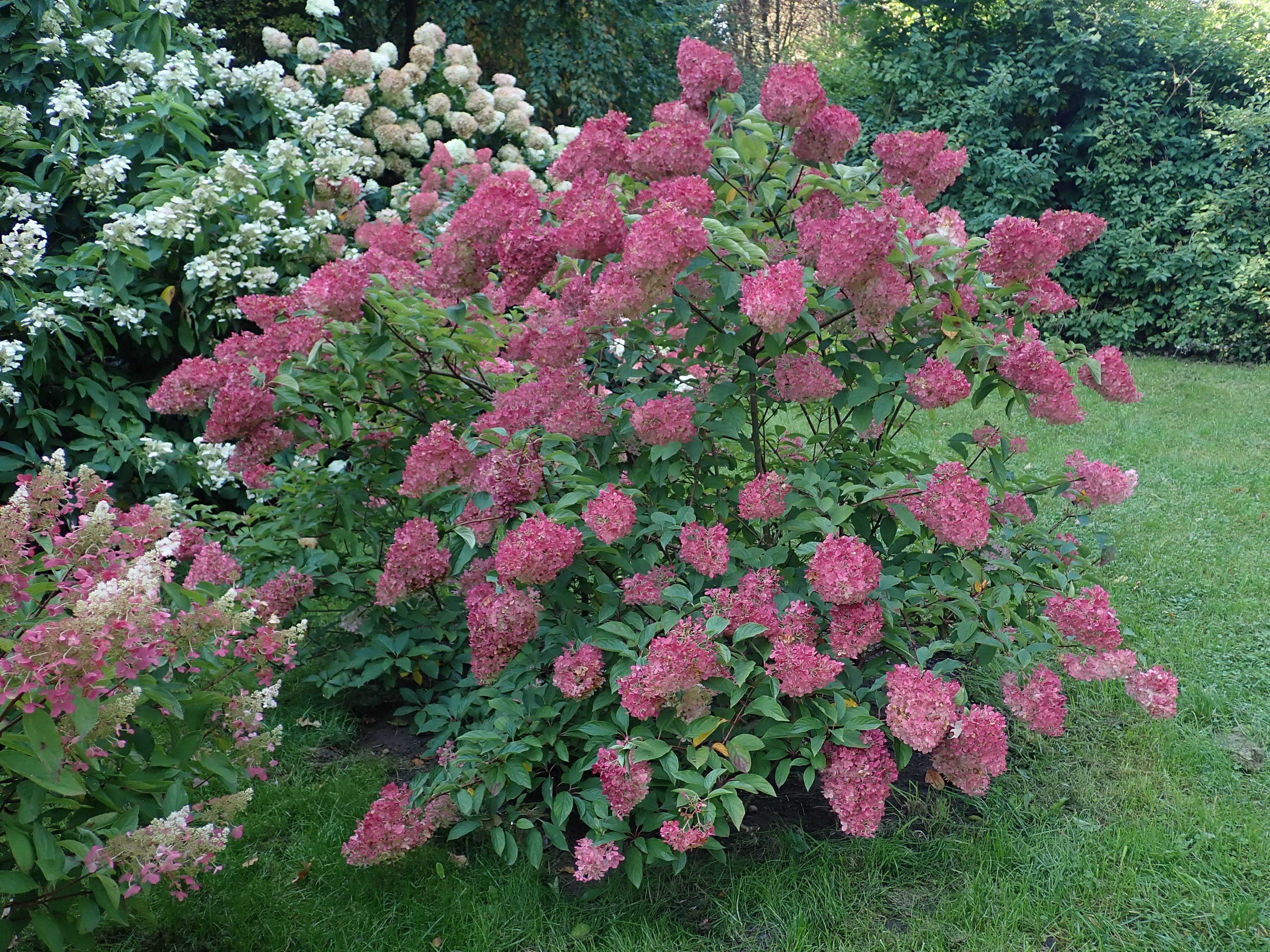
Hydrangea paniculata 'Sundae Fraise'

- 'Brussels Lace'. Отличается большим количеством плодоносящих цветков в соцветии и небольшим — стерильных.
- 'Dart’s Little Dot'. Карликовый сорт. Высота куста до 80 см, цветки белые, отцветающие — розовые, собраны в округлые плоские соцветия. Период цветения июль—август. Зимостойкость до −29 °С.
- 'Limelight' Pieter Zwijnenburg Jr. Высота растений до 243 см. Соцветия до 12 см в длину, в начале цветения кремово-белые с зеленовато-жёлтым, осенью розовеют. Цветки стерильные. Цветение с июля по сентябрь. Зоны морозостойкости: 3—8[3]. Награды: AGM (Королевское садоводческое общество), 2008 г; Pennsylvania Horticulture Society Gold Medal 2006 г; County Living Gardener Editor’s Choice; Garden Design Way Hot 100[4].
- 'Mathilda'. Высота около 2 м, диаметром кроны до 3 м. Крона округлая. Листья тускло-зелёные, 7—15 см длиной. Цветки крупные, при распускании кремово-белые, затем белые, потом розовеют, а при отцветании становятся зеленовато-красноватыми. Соцветия длиной около 25 см.
- 'Kyushu'. Высота до 3 м и с таким же диаметром кроны, которая имеет веерообразную форму. Побеги жёсткие, красно-бурые, пряморастущие. Листья тёмно-зелёные, черешки красные. Цветки белые с приятным запахом, собраны в длинные и широкие соцветия. Часть цветков стерильные, остальные — плодоносящие. Цветёт с середины июля до середины октября.
- 'Grandiflora'. Кустарник, с возрастом приобретающий форму деревца высотой до 2,5—3 метров. Отличается от вида более поздним цветением и крупными стерильными цветками, собранными в широкопирамидальные соцветия до 30 см длиной. Цветки при распускании кремово-белые, в полном цветении чисто-белые, затем розоватые, осенью — зеленовато-красноватые. Растет быстро. Годичный прирост составляет 25 см. Продолжительность жизни более 30 лет. Рекомендуется умеренная формирующая обрезка кроны (примерно на 1/3 побега).
- 'Floribunda'. Обильноцветущая форма. Отличается очень крупными округлыми стерильными цветками на длинных цветоножках. Широко используется в озеленении США.
- 'Pink Diamond'. Соцветия длиной до 30 см состоят из плодущих и стерильных цветков. Цветки сначала кремово-белые, затем становятся тёмно-розовыми, почти красными.
- 'Ргаесох'. Зацветает на месяц раньше исходного вида. Широко используется в озеленении США и Японии. Выведена в Японии.
- 'Tardiva'. Поздноцветущая форма. Высота до 3 м. Листья шероховатые, зелёные. Соцветия кремово-белые, конусообразные, расположены на концах побегов, состоят из стерильных и плодоносящих цветков. Цветёт в августе-сентябре. Эффектна в больших группах.
- 'Vanille Fraise'. Высота и ширина куста около 150 см. Соцветия крупные, цветки сначала сливочно-белые, позже розовеют, к концу цветения становятся тёмно-красными, оттенки зависят от места, погодных условий и почвы. Цветёт в июле-сентябре. Зимостойкость до −29 °С.
- 'Unique'. Высота и ширина взрослого куста около 250 см. Листья зелёные летом и осенью, 10—14 см длиной. Цветение на побегах текущего года, цветки белые, при отцветании розовые, собраны в крупные соцветия длиной и шириной 25 см, с приятным ароматом, срезанные соцветия используются как сухоцветы. Цветёт в июле-сентябре. Зимостойкость до −34 °С.